# Xenandra limnatis
Xenandra limnatis är en fjärilsart som beskrevs av Hans Ferdinand Emil Julius Stichel 1909. Xenandra limnatis ingår i släktet Xenandra och familjen Riodinidae. Inga underarter finns listade i Catalogue of Life.